# Painkiller (álbum de Judas Priest)
| Críticas profissionais | Críticas profissionais |
| Avaliações da crítica  | Avaliações da crítica  |
| Fonte                  | Avaliação              |
| ---------------------- | ---------------------- |
| allmusic               | link                   |
| Hm Rock Reviews        | link                   |

Painkiller é o décimo segundo álbum de estúdio da banda Judas Priest, lançado em 3 de setembro de 1990. Foi o primeiro trabalho lançado pela banda de heavy metal depois da troca de baterista; Scott Travis entrou no lugar de Dave Holland. O resto da banda, porém, se manteve inalterado: Glenn Tipton e K.K. Downing nas guitarras, Ian Hill no baixo e Robert Halford nos vocais. Como sempre no Judas Priest, todas as músicas desse disco foram escritas pelos dois guitarristas e pelo vocalista, com exceção da faixa "A Touch of Evil" que, além desses, foi composta também pelo produtor do disco Chris Tsangarides.
O álbum foi gravado em Brignoles, na França, nos estúdios Miraval e mixado no Wisseloord Studios, Hilversum, na Holanda no início de 1990. O álbum foi indicado ao Grammy de Melhor Performance de Metal, em 20 de fevereiro de 1991, no 33º Annual Grammy Awards. O álbum já vendeu mais de 2 milhões de cópias pelo mundo.
Com Painkiller, o Judas Priest voltou ao estilo que os consagrou no início dos anos 80, além de ser “mais rápido” e melhor do que os últimos trabalhos que a banda tinha lançado (Ram It Down e Turbo). Alguns consideram o disco como um marco para o ‘speed metal’, além de servir de influência para bandas de metal europeu, como o Primal Fear e Gamma Ray.
Após a turnê do disco, em 1991, Rob Halford deixou o grupo para seguir outros projetos e a banda pausou as atividades por alguns anos, até voltar em 1996 com um novo vocalista.

## Capa
O desenho e o conceito original da capa foi criada pelos próprios integrantes da banda que para realizá-lo tiveram que chamar novamente o artista Mark Wilkinson, criador da capa de Ram It Down. Em 16 de novembro de 2002 em uma entrevista online, Rob Halford afirmou que basearam-se no anjo de Sad Wings of Destiny e que a ideia surgiu durante as gravações e que se perguntaram como seria um anjo caído em versão futurista.[carece de fontes?]
A imagem consiste em um anjo de metal chamado The Painkiller montado em uma moto-dragão, cujas rodas são serras circulares. Wilkinson voltou a utilizar o logotipo usado em Ram It Down, na parte de trás ele usou a "cruz de Judas Priest", que foi criada precisamente na capa de Sad Wings of Destiny.

Como nos discos, Screaming for Vengeance de 1982 e Defenders of the Faith de 1984, em sua contracapa se encontram algumas linhas a fim de contar uma breve história do personagem fictício:
| “ | Tal como a humanidade se lançou nas profundezas do abismo do caos eterno. Os restos da civilização gritaram para a salvação. A renúncia veio através do céu em chamas... The Painkiller. | ” |

## Faixas
Todas as músicas foram escritas por Rob Halford, K.K. Downing e Glenn Tipton, exceto "A Touch of Evil", co-escrita por Chris Tsangarides.
| N.º | Título                           | Duração |  |
| 1.  | "Painkiller"                     | 6:06    |  |
| 2.  | "Hell Patrol"                    | 3:35    |  |
| 3.  | "All Guns Blazing"               | 3:56    |  |
| 4.  | "Leather Rebel"                  | 3:34    |  |
| 5.  | "Metal Meltdown"                 | 4:46    |  |
| 6.  | "Night Crawler"                  | 5:44    |  |
| 7.  | "Between the Hammer & the Anvil" | 4:47    |  |
| 8.  | "A Touch of Evil"                | 5:42    |  |
| 9.  | "Battle Hymn" (Instrumental)     | 0:56    |  |
| 10. | "One Shot at Glory"              | 6:46    |  |

| 2001 Bonus tracks |                                                                                                  |         |  |
| N.º               | Título                                                                                           | Duração |  |
| 11.               | "Living Bad Dreams" (Gravado durante as sessões de 1990 do Painkiller)                           | 5:20    |  |
| 12.               | "Leather Rebel" (Ao vivo no Foundation's Forum, Los Angeles, Califórnia; 13 de setembro de 1990) | 3:38    |  |

## Formação
- Rob Halford - Vocal
- K. K. Downing - Guitarra
- Glenn Tipton - Guitarra
- Ian Hill - Baixo
- Scott Travis - Bateria
- Don Airey - Teclado em "A Touch of Evil"

*Curiosidades - Em recente entrevista para a AntiHero Magazine, o lendário tecladista Don Airey declarou que foi ele quem tocou baixo no álbum todo, pois Ian Hill não estava bem naquela época.

## Desempenho nas paradas
| Parada musical (1990)                 | Posição |
| ------------------------------------- | ------- |
| Australian Albums (ARIA)              | 60      |
| Áustria (Ö3 Austria Top 40)           | 22      |
| Alemanha (Offizielle Deutsche Charts) | 7       |
| Nova Zelândia (RMNZ)                  | 27      |
| Noruega (VG-lista)                    | 19      |
| Suécia (Sverigetopplistan)            | 19      |
| Suíça (Schweizer Hitparade)           | 14      |
| Reino Unido (UK Albums Chart)         | 26      |
| Estados Unidos (Billboard 200)        | 26      |